# Luoyuan

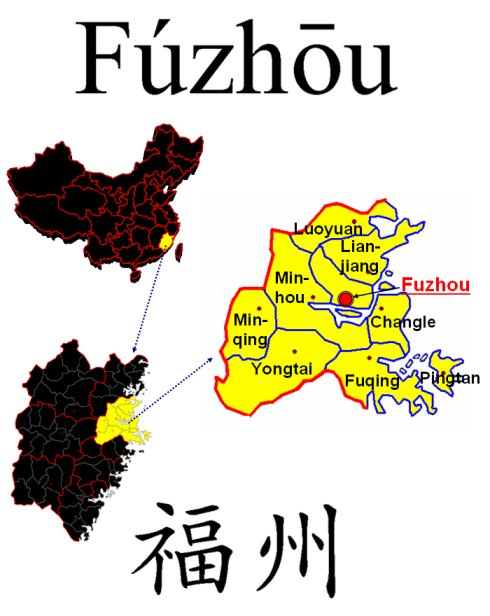
Gliederung der bezirksfreien Stadt Fuzhou

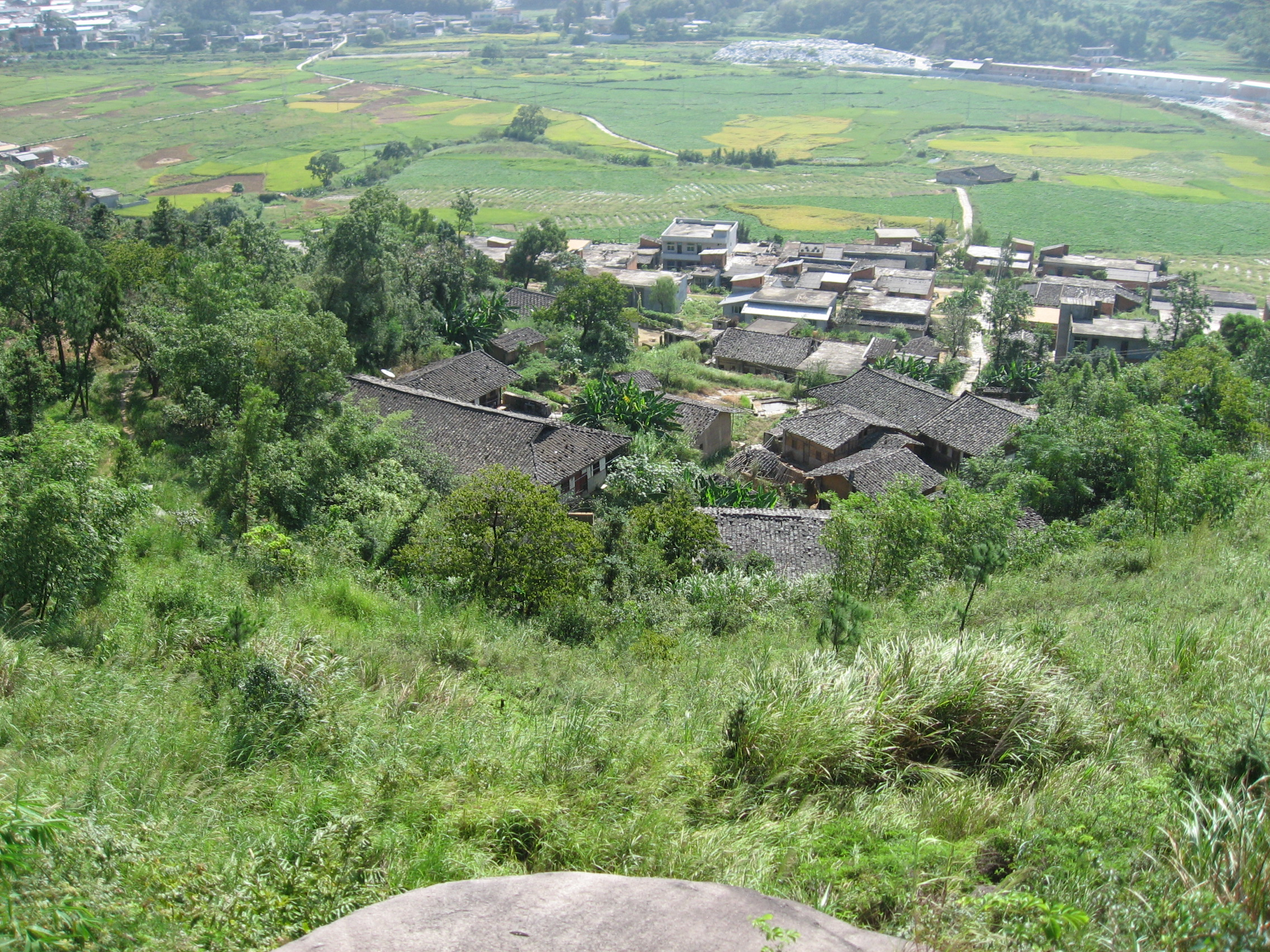
Dorf im Kreis Luoyuan

Luoyuan (chinesisch 羅源縣 / 罗源县, Pinyin Luóyuán Xiàn) ist ein chinesischer Kreis der bezirksfreien Stadt Fuzhou, der Hauptstadt der Provinz Fujian. Er hat eine Fläche von 1.180 km² und zählt 255.214 Einwohner (Stand: 2020).